# Liriomyza novissima
Liriomyza novissima este o specie de muște din genul Liriomyza, familia Agromyzidae, descrisă de Spencer în anul 1960. Conform Catalogue of Life specia Liriomyza novissima nu are subspecii cunoscute.